# 小野澤香理
小野澤 香理（おのざわ かおり、1979年7月25日 - ）は、東京都出身の元ハンドボール選手。2009年および2010年の登録名は中村 香理（なかむら かおり）。

## 来歴
東京都出身。文化女子大学附属杉並中学校・高等学校を経て国士舘大学へ入学。大学卒業後は北國銀行ハニービーへ入団し、チームのキャプテンを務めていた。2002年の第27回日本ハンドボールリーグではシュート率賞と最優秀新人賞を受賞した。2007年度の全日本の強化指定選手となっており、2010年にはハンドボール ジャパンカップの日本代表に選出され日本代表JOC強化指定選手（2010年度、2011年度）となっていた。
2013年に現役を引退。2014年に日本リーグ功労者表彰を受けた。